# Przemysław Wielgosz
Przemysław Wielgosz (ur. 15 marca 1969) – polski dziennikarz i publicysta lewicowy. Redaktor naczelny polskiego wydania „Le Monde diplomatique”.

## Życiorys
Na przełomie lat 80. i 90. XX w. działał w ruchu anarchistycznym. Redagował pismo „Rewolta” i działał w polityczno-artystycznej wspólnocie Komuna Otwock. Jest redaktorem naczelnym polskiego wydania miesięcznika „Le Monde diplomatique” oraz redaktorem naczelnym serii książkowych Biblioteka Le Monde diplomatique i Biblioteka alternatyw ekonomicznych. Redagował półrocznik polityczno-artystyczny „Lewą Nogą”. Publikował w „Nowym Robotniku”, „Nowym Tygodniku Popularnym”, „Trybunie”, „Recyklingu Idei”, „Wiadomościach Kulturalnych”,  „Przeglądzie”, „Przeglądzie Socjalistycznym” i „Przekroju”. W Niemczech publikował dla „Freitag”, „Analyse und Kritik” oraz wschodnioniemieckim magazynie „Telegraph”. Jego komentarze ukazały się w tym kraju również w tygodniku „Jungle World”. 
W 2022 nominowany do Nagrody Literackiej „Nike” za publikację Gra w rasy.
W swoich tekstach krytykuje globalny system kapitalistyczny i światową dominację USA. Popularyzuje myśl Róży Luksemburg.

## Publikacje
- Opium globalizacji (Wydawnictwo Akademickie „Dialog”, 2004[7])
- Koniec Europy jaką znamy (Instytut Wydawniczy Książka i Prasa, 2016)
- Witajcie w cięższych czasach (Wydawnictwo RM, 2020[8])
- Gra w rasy. Jak kapitalizm wynalazł Innych, żeby podporządkować wszystkich (Wydawnictwo Karakter, 2021)